# Байдавлетово
Байдавле́тово (рос. Байдавлетово, башк. Байдәүләт) — село у складі Зіанчуринського району Башкортостану, Росія. Входить до складу Байдавлетовської сільської ради.
Населення — 207 осіб (2010; 231 в 2002).
Національний склад:
- башкири — 97%